# سالواتوره کومسو
سالواتوره کومسو (ایتالیایی: Salvatore Commesso؛ زادهٔ ۲۸ مارس ۱۹۷۵) دوچرخه‌سوار اهل ایتالیا است. وی در مسابقات تور دو فرانس و جیرو دیتالیا شرکت کرده است.